# Juncaria atlantica
Juncaria atlantica là một loài bướm đêm trong họ Noctuidae.